# Säterbo landskommun
Säterbo landskommun var en tidigare kommun i Västmanlands län. 

## Administrativ historik
Kommunen inrättades i Säterbo socken i Åkerbo härad i Västmanland när 1862 års kommunalförordningar trädde i kraft den 1 januari 1863.
Den 1 januari 1947 delades kommunen i tre delar. En del, omfattande 16,07 kvadratkilometer (varav 16,05 land), överfördes till Arboga landskommun. En annan del, omfattande 1,96 kvadratkilometer (varav 1,83 land) överfördes till Kung Karls landskommun. Den resterande delen, omfattande 33,41 kvadratkilometer (varav 32,23 land), överfördes till Arboga stad och ingår sedan 1971 i Arboga kommun.